# Genthin
Genthin (pronunciación en alemán: /ɡɛnˈtiːn/ⓘ) es un municipio situado en el distrito de Jerichower Land, en el estado federado de Sajonia-Anhalt (Alemania), a una altitud de 50 metros. Su población a finales de 2015 era de unos 14 600 habitantes y su densidad poblacional, 60 hab/km².